# Норт Браунинг (Монтана)
Норт Браунинг (енгл. North Browning) насељено је место без административног статуса у америчкој савезној држави Монтана.

## Демографија
По попису из 2010. године број становника је 2.408, што је 208 (9,5%) становника више него 2000. године.
| Група             | 2000.      | 2010.     |
| Белци             | 102 (4,6%) | 63 (2,6%) |
| Афроамериканци    | 1 (0,0%)   | 3 (0,1%)  |
| Азијати           | 1 (0,0%)   | 0 (0,0%)  |
| Хиспаноамериканци | 27 (1,2%)  | 36 (1,5%) |
| Укупно            | 2.200      | 2.408     |